# Consell de la Joventut de Barcelona
El Consell de la Joventut de Barcelona (CJB) és la plataforma interassociativa que coordina i representa les principals entitats juvenils de la ciutat de Barcelona. El CJB va néixer el 20 de gener de l'any 1980 com un instrument democràtic de participació i d'acció juvenil, per promoure el creixement d'un associacionisme fort i articulat.
El CJB defensa l'associacionisme com una eina de participació i d'acció fonamental, que cal difondre i potenciar, especialment, entre la població més jove. Des del CJB es defensa una valoració més real i positiva de la gent jove i del moviment associatiu juvenil entre els altres sectors socials de la ciutat, fomentant i potenciant les entitats juvenils com a veritables escoles de formació en els processos democràtics, participatius i de presa de decisions.
Actualment està format per més de 73 associacions i federacions juvenils que, alhora, engloben més de 450 entitats de base. Donat que són de ben diversa tipologia, s'organitzen en vuit blocs: Acció Sindical; Acció Social; Associacionisme cultural i d'intercanvi; Associacionisme educatiu; Món estudiantil i universitari; Organitzacions polítiques; Plataformes territorials de joventut i Prestadores de serveis a la joventut.

## Història
Cal buscar-ne els antecedents en dues estructures juvenils nascudes a la Transició: el Consell de Forces Polítiques Juvenils de Catalunya 1976-1979, la Taula Coordinadora d'Entitats i Moviments de Joves de Catalunya (Taula de Joves de Catalunya)1976-1980, i la Taula de Joves de Barcelona 1977-1979. Es constitueix el 1980 com a xarxa associativa amb personalitat jurídica pròpia i, per tant, independent de l'administració municipal. Les dues funcions bàsiques seran coordinar les entitats i moviments juvenils i fer de pont entre el moviment associatiu juvenil i l'Administració en temes de política de joventut. El CJB des del primer moment va rebre el reconeixement de l'Ajuntament com principal òrgan de consulta en temes de joventut de la ciutat. Reconeixement que es va concretar en la signatura d'un conveni de col·laboració que s'ha anat renovant periòdicament. En els seus més de trenta anys d'existència el CJB ha orientat la seva acció per una part en la participació de forma crítica en l'elaboració de la política de joventut municipal: el Projecte Jove de Barcelona (1985) i Actualització (1990), Pla Jove de Barcelona(1998-2003), Pla jovebcn (2006 -2010), i en el seu seguiment i control de les polítiques i actuacions que realitza el municipi. Per altra la promoció de l'associacionisme, fomentant el debat i les accions conjuntes entre les entitats juvenils. Els seus àmbits de treball tenen relació amb, la participació, els drets civils, la cooperació internacional, l'objecció de consciència, la pau, la lluita contra el racisme, l'associacionisme educatiu, l'educació, la salut, la dona jove, la sostenibilitat, la comunicació entre d'altres. Finalment la realització de campanyes i publicacions pròpies.
Són fites importants, en l'àmbit ciutadà, la realització del Festival Mundial de la Joventut a Barcelona, que entre el 8 i el 14 d'agost de l'any 2004 va organitzar el CJB i el Consell Nacional de la Joventut de Catalunya. Aquest esdeveniment, que se celebrava per tercer cop, va aplegar prop de 10.000 joves de tot el món al Fòrum de les Cultures amb la voluntat de convertir-se en un gran punt de trobada. Durant la setmana que va durar el Festival es van celebrar centenars de debats, conferències, xerrades, visites, concerts, exposicions, un munt d'activitats que foren un gran repte organitzatiu. Altra fet rellevant va ser l'atorgament de la Medalla d'Honor de Barcelona al CJB l'any 2000. El CJB és membre del Consell de Ciutat, màxim òrgan consultiu de l'Ajuntament de Barcelona, del que ostenta una de les dues vicepresidències, i és igualment membre de diversos consells de participació municipal: Consell Municipal de Benestar Social, Consell de Medi Àmbient i Sostenibilitat, Consell de les Dones, Consell Escolar Municipal, Projecte Educatiu de Ciutat de Barcelona entre d'altres. En el camp de la joventut el CJB és membre del Consell Nacional de la Joventut de Catalunya i manté lligams estables i trobades amb altres consells d'àmbit local. Una aportació important efectuada el 2012 és el document "249 propostes de les associacions juvenils per a la ciutat que volem"

## Organització[11]
L'entitat es regeix pels següents òrgans: a/ L'Assemblea General: és el màxim òrgan de decisió del CJB i està constituïda per totes les entitats membres. L'Assemblea es reuneix, ordinàriament, durant el primer trimestre de cada any, b/ La Trobada d'Entitats: és la reunió periòdica dels màxims i màximes responsables de les entitats membres per debatre els temes més importants de l'activitat del CJB, i c/ El Secretariat: és l'òrgan de direcció i d'execució del CJB i està integrat per nou representants de les diferents entitats membres. El Secretariat és responsable de l'acompliment -a través de l'Equip Tècnic- de les funcions encomanades per l'Assemblea General.
Àrees de treball: n'hi ha tres: a/ la de Participació, que aglutina els programes de Cohesió Social, Cultura, Districte Jove, Educació, Emancipació, Pau i Globalització, Salut i Sostenibilitat; b/ la de Comunicació, i c/la d'Administració. Els Grups de Treball constitueixen l'eina de participació de les entitats membres. L'Equip tècnic és l'encarregat de portar les tasques del dia a dia i dels encàrrecs del Secretariat

## Funcions[12]
- És un punt d'intercanvi i de cooperació entre les associacions juvenils de Barcelona. Es generen espais de debat i es transformen els valors i discursos de les entitats en projectes i accions conjuntes, tot canalitzant les seves demandes.
- Es potencia la participació dels i les joves en els barris i districtes com una forma d'implicació directa en la vida de la ciutat i en la política municipal. Per aquest motiu, es fomenta la creació i la consolidació de plataformes territorials de joventut a tots els districtes de la ciutat.
- És una entitat independent amb personalitat jurídica pròpia i sense ànim de lucre que compta amb el reconeixement de l'Ajuntament de Barcelona i d'altres institucions com a vàlid interlocutor en polítiques de joventut i en tots aquells temes que afecten la gent jove. Es treballa de forma permanent per la redefinició de les polítiques de joventut que es duen a terme a Barcelona i per evitar l'exclusió social de la gent jove.
- Per afavorir el creixement i el desenvolupament de les associacions juvenils, el CJB cogestiona, en conveni amb la Regidoria de Joventut de l'Ajuntament de Barcelona, el Casal d'Associacions Juvenils de Barcelona, un equipament municipal que ofereix informació, assessorament, serveis i recursos a les entitats i grups de joves de la ciutat. També hi ha un projecte de suport integral als grups i entitats juvenils en procés de creació i de consolidació: el Viver d'Associacions.